# Lan Anh (ca sĩ)
Lan Anh (tên khai sinh là Bùi Thị Lan Anh) sinh ngày 12 tháng 8 năm 1976 tại Nam Định, Việt Nam, là ca sĩ Opera, thính phòng, giảng viên thanh nhạc hàng đầu Việt Nam, được phong tặng Nghệ sĩ ưu tú năm 2023. Hiện chị là giảng viên thanh nhạc của Học viện Âm nhạc quốc gia Việt Nam.

## Sự nghiệp
Năm 4 tuổi Lan Anh đã là giọng đơn ca chính của ở đội thiếu nhi thành phố Nam Định, và đã đạt giải nhất Giọng hát Vàng anh. Với giọng hát trong sáng, thầy cô và các bạn đặt cho Lan Anh biệt danh là "Chim sơn ca".
Năm 1994, Lan Anh đỗ thủ khoa Thanh Nhạc tại Nhạc viện Hà Nội (nay là Học viện Âm nhạc Quốc gia Việt Nam), dưới sự hướng dẫn của NSND Kim Phúc, NSND Diệu Thúy.
Năm 1998, cô chuyển tiếp học hệ Đại học Thanh Nhạc và dưới sự hướng dẫn của NSND Trung Kiên.
Năm 2002, cô tốt nghiệp hệ Đại học khoa Thanh nhạc Nhạc viện quốc gia Hà Nội, được chuyển tiếp học cao học do thành tích học tập xuất sắc và được giữ lại trường làm giảng viên.
Tháng 10 năm 2002, trong chương trình hoà nhạc nhân dịp 175 năm kỉ niệm ngày mất của Beethoven do ĐH Gacusen, Nhật Bản tổ chức, Lan Anh đã vượt qua rất nhiều vòng thi tuyển chuyên môn khắt khe để trở thành một trong 4 solist và là solist trẻ nhất thể hiện Bản giao hưởng số 9 của Beethoven.
Năm 2006, Lan Anh tốt nghiệp hệ Cao học Thanh nhạc tại Nhạc viện Hà Nội với phần trình diễn 16 tác phẩm âm nhac trong nước và quốc tế.
Trên cương vị là giảng viên thanh nhạc của Học viện Âm nhạc quốc gia Việt Nam, Lan Anh đã có rất nhiều học trò đạt giải cao trong các cuộc thi ca hát chuyên nghiệp và thành công trên con đường ca hát, tiêu biểu như: Tân Nhàn giải Nhất Sao Mai (nay là Nghệ sĩ ưu tú, Trưởng khoa Thanh nhạc - Học viện âm nhạc Quốc gia Việt Nam), Thu Hà giải Nhì Sao Mai (nay là Trưởng khoa Nghệ thuật - Đại học sư phạm Hà Nội), Lương Hải Yến giải Nhất Sao Mai, Võ Hồng Quân nhất Sao Mai, Huyền Trang giải đặc biệt cuộc thi opera The 25th Kyushu Music Concours tại Nhật Bản, Trần Tùng Anh, Mai Thương giải ba Sao Mai, Hallen Thủy nhất solo cùng bolero, Khánh Linh giải nhất tuyệt đỉnh song ca, Ngọc Duyên Sara, Nguyễn Đỗ Khánh An Bolero, Vân Anh giải nhất tiếng hát Hà Nội, Minh Thư giải nhất Giọng Hát K-pop... và rất nhiều học trò thành danh, là giảng viên tại các trường âm nhạc trên cả nước.
Năm 2019, Lan Anh và cùng các giảng viên tại Học Viện Âm Nhạc Quốc Gia Việt Nam đã thành lập Học Viện Nghệ Thuật Biểu Lallodola chuyên đào tạo thanh nhạc chuyên sâu cho những người đam mê ca hát hoặc theo ca hát chuyên nghiệp.
Lan Anh là một trong số không nhiều những ca sĩ Việt Nam sở hữu chất giọng coloratura soprano (nữ cao trữ tình màu sắc) rất tinh tế và sang trọng. Có thể nói, hiện Lan Anh là ca sĩ số 1 trong trong dòng nhạc opera, thính phòng Việt Nam.
Lan Anh cũng thành công ở nhiều thể loại khác nhau: thính phòng, Opera, nhạc kịch Broadway, nhạc cách mạng truyền thống, nhạc trữ tình, dân gian, Bolero, nhạc nhẹ.

## Sản phẩm âm nhạc

### Album phòng thu
- Bài Ca Hy Vọng (2004)
- Hãy Yêu Nhau Đi (2009)
- Khát Vọng (2010)
- Tình Ca Xanh (2011)
- Quê Hương Tuổi Thơ (2013)
- Tình Ca Cho Anh (2013)
- Tình Ca Xanh vol2 (2017)
- Chuyện Tình... Bolero (2018)
- Tình Khúc Xưa (2019)
- Con Đường Xưa Em Đi (2021)
- Thương Hoài Ngàn Năm (2022)

### Liveshow
- "Ánh Trăng Tình yêu" (2018)[5]
- "Ngày đó... chúng mình" (cùng với Lê Anh Dũng) (2023)[6]

### Những ca khúc thể hiện thành công
- Bài ca hy vọng
- Tiếng đàn Ta lư
- Rừng xanh vang tiếng Ta Lư
- Đường Trường Sơn xe anh qua
- Trăng chiều
- Tôi vẫn hát
- Mẹ yêu con
- Hướng về Hà Nội
- Người Hà Nội
- Sợi nhớ sợi thương
- Khúc giao mùa
- Chiều biên giới
- Lời ca dâng bác
- Ru con mùa đông
- Tiếng hát giữa rừng Pác Bó
- Lá thu
- Tiếng hát nơi đảo xa
- Từ một ngã tư đường phố
- Khát vọng
- Em đứng giữa giảng đường hôm nay
- Ước mơ xanh
- Biển hát chiều nay
- Người lái đò trên sông Poco
- Tình anh
- Tình em
- Tình biển
- Cô gái vót chông
- Em chọn lối này
- Ơi dòng suốt la la
- Miền xa thẳm
- Em ở đầu sông anh cuối sông
- Nơi ấy là Trường Sa
- Trăng sáng đôi miền
- Ai về sông Tương
- Dáng đứng sa mu
- Đường tôi đi dài theo đất nước
- Hãy yêu nhau đi
- Trên đỉnh mùa Đông
- Đôi mắt người Sơn Tây
- Người về thăm quê
- Hà Nội Huế Sài Gòn

## Giải thưởng
- Năm 1997: Giải Nhì cuộc thi Giọng hát hay Hà Nội.
- Năm 1999: Giải người thể hiên ca khúc nhạc cách mạng hay nhất tại Liên hoan tiếng hát truyền hình toàn quốc.
- Năm 2000: Giải Nhất cuộc thi Hát thính phòng và nhạc kịch chuyên nghiệp toàn quốc.